# 大比洛澤爾卡區

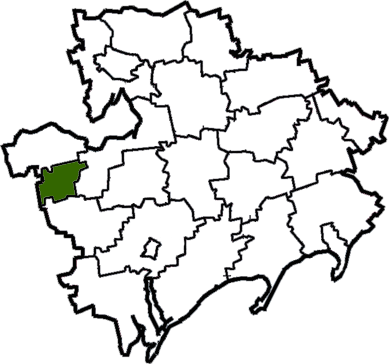
撤销前亞基米夫卡區在扎波羅熱州的位置

大比洛澤爾卡區（烏克蘭語：Великобілозерський район），曾是烏克蘭的一個區，位於該國東南部，由扎波羅熱州負責管轄，首府設於大比洛澤爾卡，面積470平方公里，2013年人口8,234，人口密度每平方公里17.5人。
该区在2020年7月18日的乌克兰行政区划改革中被撤销，改革后扎波羅熱州下分为5个区，大比洛澤爾卡區合并至瓦西里夫卡區。